# Машкинское шоссе
Ма́шкинское шоссе́ (название с 1986 года, ранее Ку́ркино-Ма́шкинское шоссе́) — шоссе (улица) на севере-западе Москвы, за МКАД.
Шоссейная дорога проходит по границе московских районов Куркино (СЗАО) и Молжаниновский (САО), а также городского округа Химки. Своё название получило от деревни Машкино (Машкина).

## О шоссе
Шоссе начинается у кругового перекрёстка с Новосходненским шоссе и примыканий к Ленинградскому шоссе (24 — 25 километры) и упирается в реку Сходня, где переходит в Куркинское шоссе.
В 2020-х годах чтобы разгрузить круговой перекрёсток Новосходненского и Машкинского шоссе построят новую транспортную развязку на 24-м — 25-м километрах Ленинградского шоссе, планируется, что круговой перекресток станет больше в три раза, и будут предусмотрены новые съезды и заезды на Ленинградское шоссе, устройство новых полос движения, тротуаров, заездных карманов и новых остановок для автобусов.

## Общественный транспорт
На шоссе находятся остановки общественного транспорта:
- автобусов № 28, № 42, № 50, № 268К, № 958.

## Общественно значимые объекты
Перемещаясь по шоссе, можно видеть следующие объекты:
- Коттеджный посёлок — «Машкинские холмы»;
- Коттеджный посёлок — «Юрма»;
- Посёлок Машкино;
- ГСК «Машкино»;
- Гипермаркет «Ашан-Химки»;
- Гипермаркет «ОБИ-Химки»;
- 11-й микрорайон Куркино;
- 18-й микрорайон Куркино;
- Новогорская плотина;
- Штрафная стоянка городского округа Химки;
- Ветеринарная клиника
- Приют для бездомных животных;
- Кладбище домашних животных;
- Машкинское кладбище;
- Химкинское кладбище.

## История деревни Машкино

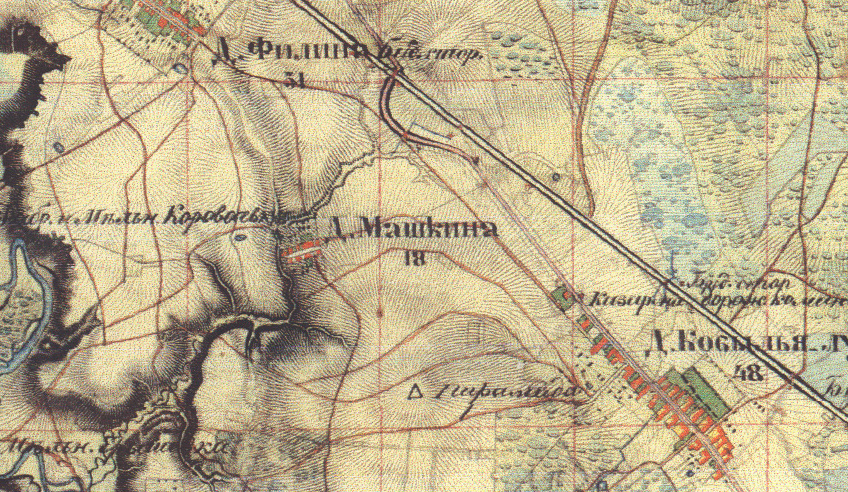
Окрестности деревни Машкина, на карте 1852 года.

В Писцовой книге 1585—1586 годов записано в Черкизовскую вотчину царевича Иоана Иоановича (сына Иоана Васильевича «Грозного») «… пустошь, что было сельцо Машкино … да к тому ж сельцу припущены в пашню две пустоши: пустошь Пестово, да пустошь Горбуново …».
Позже деревней владел князь П. А. Голицын. После его смерти Машкино вновь стало сельцом и досталось его старшему сыну Василию Петровичу, а после перешло к внуку, корнету Русской гвардии Ивану Васильевичу Голицыну. В XVIII веке здесь имелись «дом господский деревянный» и «пруд без рыбы». Позже Машкино, Московского уезда, сельцо 3-го стана, светлейшего князя А. С. Меншикова, проживало крестьян 69 душ мужского пола и 68 женского. В сельце было 20 дворов, и находилось оно в 20 верстах от Тверской заставы, и близ Санкт-Петербургского Большого тракта влево 1 1/2 версты.
Через деревню Машкина проходила Тверская дорога. А на карте Московского уезда, 1849 года, через Машкина проходила большая просёлочная дорога соединявшая поселения Кобылья Лужа, стоявшее на шоссейной дороге Санкт-Петербург — Москва, Филина, Морщилина, Верескина и Новая, тоже стоявшую на шоссе Санкт-Петербург — Москва.
До включения этой территории в состав Москвы существовало Куркино-Машкинское шоссе. В 1986 году часть этого шоссе в деревне Машкино получило название Машкинское шоссе, а в деревне Куркино и посёлке Куркино-Радиополе — Куркинское шоссе.